# The Edge (pel·lícula de 1968)
The Edge és una pel·lícula nord-americana dirigida per Robert Kramer, estrenada el 1968.

## Argument
Un activista contra la guerra planeja assassinar el president dels Estats Units.

## Repartiment
- Tom Griffin : Tom Eliot
- Howard Loeb Babeuf : Bill Raskin
- Jeff Weiss : Max Laing
- Anne Waldman Warsch : Didi Stein
- Sanford Cohen : Peter Stein
- Paul Hultberg : Sinclair Davis
- Catherine Merrill : Sally Kolka
- Russell Parker : Michael Warren
- Gerald Long : Gerry Toller
- Theodora Bergery : Anne Davis
- Randall Conrad : Randall Kates
- Constance Ullman Long : Connie Barker

## Crítiques
La pel·lícula és citada en tercera posició al Top 10 de Cahiers du cinéma de l'any 1968.